# Ferreirós do Dão
Ferreirós do Dão é uma povoação portuguesa sede da Freguesia de Ferreirós do Dão do Município de Tondela, freguesia com 8,35 km² de área e 355 habitantes (censo de 2021), tendo, por isso, uma densidade populacional de 42,5 hab./km².

## Demografia
Nota: Pelo decreto-lei nº 30 795, de 12 de outubro de 1940, a freguesia e povoação de Ferreiros passou a ter a denominação atual.
A população registada nos censos foi:
| Distribuição da População por Grupos Etários | Distribuição da População por Grupos Etários | Distribuição da População por Grupos Etários | Distribuição da População por Grupos Etários | Distribuição da População por Grupos Etários |
| -------------------------------------------- | -------------------------------------------- | -------------------------------------------- | -------------------------------------------- | -------------------------------------------- |
| Ano                                          | 0-14 Anos                                    | 15-24 Anos                                   | 25-64 Anos                                   | > 65 Anos                                    |
| 2001                                         | 58                                           | 44                                           | 180                                          | 128                                          |
| 2011                                         | 48                                           | 41                                           | 205                                          | 147                                          |
| 2021                                         | 33                                           | 24                                           | 137                                          | 161                                          |